# غران هامادا
غران هامادا (باليابانية: グラン浜田) هو مصارع محترف ياباني، ولد في 27 نوفمبر 1950 في مايه-باشي في اليابان.

## وصلات خارجية
- غران هامادا على موقع WrestlingData.com (الإنجليزية)
- غران هامادا على موقع CageMatch worker (الإنجليزية)
- غران هامادا على موقع قاعدة بيانات المصارعة على الإنترنت (الإنجليزية)
- غران هامادا على موقع عالم المصارعة على الإنترنت (الإنجليزية)
- غران هامادا على موقع عالم المصارعة على الإنترنت (الإنجليزية)